# 歐文·伍德豪斯
歐文·伍德豪斯（英語：Sir Arthur Owen Woodhouse，1916年7月18日—2014年4月15日），是一名新西兰律师、法官和皇家专门调查委员会主席。他是新西兰最高法院成员；1981年至1986年，他成为新西兰上诉法院主席。

## 生平
他出生于新西兰纳皮尔市，此后就学于奥克兰大学。第二次世界大战期间，他担任新西兰皇家海军自愿后备役海军中校。
2014年4月15日，他在奥克兰去世，享年97岁。